# Visceral Games
Visceral Games foi uma desenvolvedora norte-americana de jogos eletrônicos que era sediada em Redwood City, Califórnia. Foi fundada em 1998 com o nome de EA Redwood Shores, uma subsidiária da Electronic Arts (EA), sendo depois renomeada em 2009 para Visceral Games. A empresa é mais conhecida por desenvolver títulos das séries PGA Tour, Dead Space e James Bond. A Visceral foi fechada pela EA em outubro de 2017 e seus funcionários transferidos para os estúdios EA Vancouver e EA Montreal.

## Jogos
| Título do Jogo                        | Lançamento | Plataforma                                                          |
| ------------------------------------- | ---------- | ------------------------------------------------------------------- |
| James Bond 007: Agent Under Fire      | 2001       | PlayStation 2, Xbox, Nintendo GameCube                              |
| James Bond 007: Everything or Nothing | 2003       | PlayStation 2, Xbox, Nintendo GameCube                              |
| James Bond 007: From Russia with Love | 2005       | PlayStation 2, Xbox, Nintendo GameCube, PlayStation Portable        |
| The Godfather: The Game               | 2006       | PlayStation 2, Xbox, Xbox 360                                       |
| The Godfather: Mob Wars               | 2006       | PlayStation Portable                                                |
| The Godfather: Blackhand Edition      | 2006       | Wii                                                                 |
| The Godfather: The Don's Edition      | 2006       | PlayStation 3                                                       |
| The Simpsons Game                     | 2007       | PlayStation 3, Xbox 360                                             |
| Dead Space                            | 2008       | PlayStation 3, Xbox 360, Microsoft Windows                          |
| The Godfather II                      | 2009       | PlayStation 3, Xbox 360, Microsoft Windows                          |
| Dead Space: Extraction                | 2009       | Wii                                                                 |
| Dante's Inferno                       | 2010       | PlayStation 3, Xbox 360, PlayStation Portable                       |
| The Sims 3                            | 2010       | PlayStation 3, Xbox 360, Nintendo Wii, Nintendo DS                  |
| Dead Space 2                          | 2011       | PlayStation 3, Xbox 360, Microsoft Windows                          |
| The Ripper                            | 2011       | PlayStation 3, Xbox 360                                             |
| Dead Space 3                          | 2013       | PlayStation 3, Xbox 360, Microsoft Windows                          |
| Army of Two: The Devil's Cartel       | 2013       | PlayStation 3, Xbox 360                                             |
| Battlefield: Hardline                 | 2015       | PlayStation 3, PlayStation 4, Xbox 360, Xbox One, Microsoft Windows |